# Razkrižje
Razkrižje (em croata:  Raskrižje, em húngaro:  Ráckanizsa) é um município da Eslovênia. A sede do município fica na localidade de mesmo nome.